# Séisme du 23 juin 2020 à Oaxaca
Le séisme du 23 juin 2020 à Oaxaca est un séisme de magnitude 7,4 survenu le 23 juin 2020 à 10h 29 heure locale à Oaxaca, au Mexique. Son épicentre se situe à 31 km de San Miguel del Puerto et à 12,1 km au sud-sud-ouest de Santa María Zapotitlán. Le séisme a été ressenti dans le sud et le centre du Mexique ainsi qu'au Guatemala. Une alerte tsunami a été émise pour le sud du Mexique, le Salvador, le Guatemala et le Honduras. Il a été signalé que des rues et des bâtiments étaient ébranlés à Mexico et des dommages ont été observés dans au moins 14 bâtiments à travers la ville, dont l'effondrement d'une résidence d'un étage et 3 bâtiments déjà gravement endommagés par le tremblement de terre de 2017 dans l'État de Puebla. Le tremblement de terre a été ressenti jusqu'à 640 km de l'épicentre, par environ 49 millions de personnes,.

## Épicentre
Selon le United States Geological Survey (USGS), l'épicentre du tremblement de terre était situé à 12 kilomètres au sud-sud-ouest de Santa María Zapotitlán, à dans l'état d'Oaxaca, entre La Crucecita (en) dans la station touristique de Bahías de Huatulco (en) au sud-ouest et le port de Salina Cruz au nord-est. La zone dans laquelle le séisme a été localisé est sujette à des séismes de cette ampleur. En février 2018, le tremblement de terre d'Oaxaca (en) 2018 a été un autre tremblement de terre de magnitude similaire dans la même région.

Mesures radar Sentinel-1
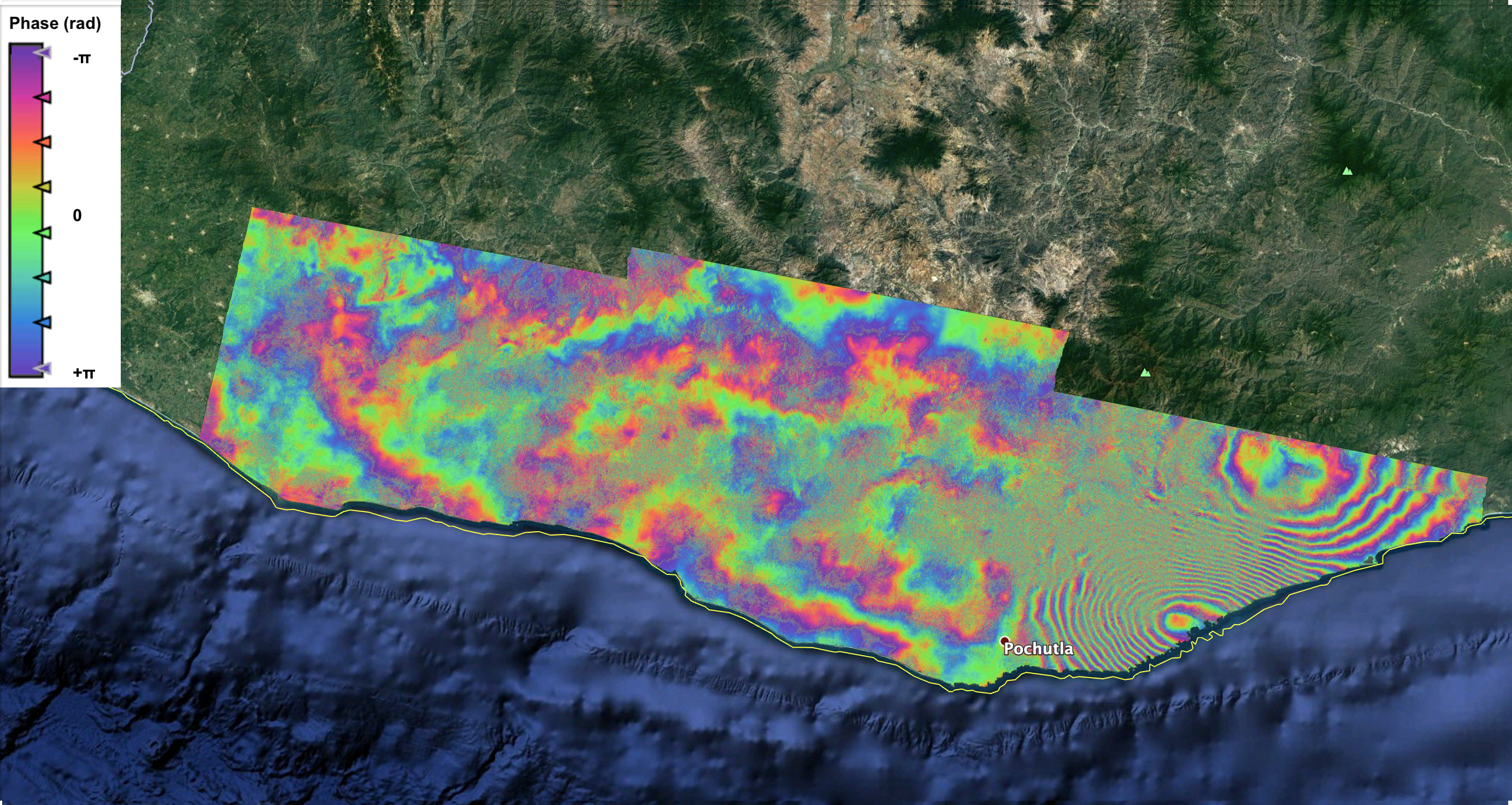
Déplacement de surface
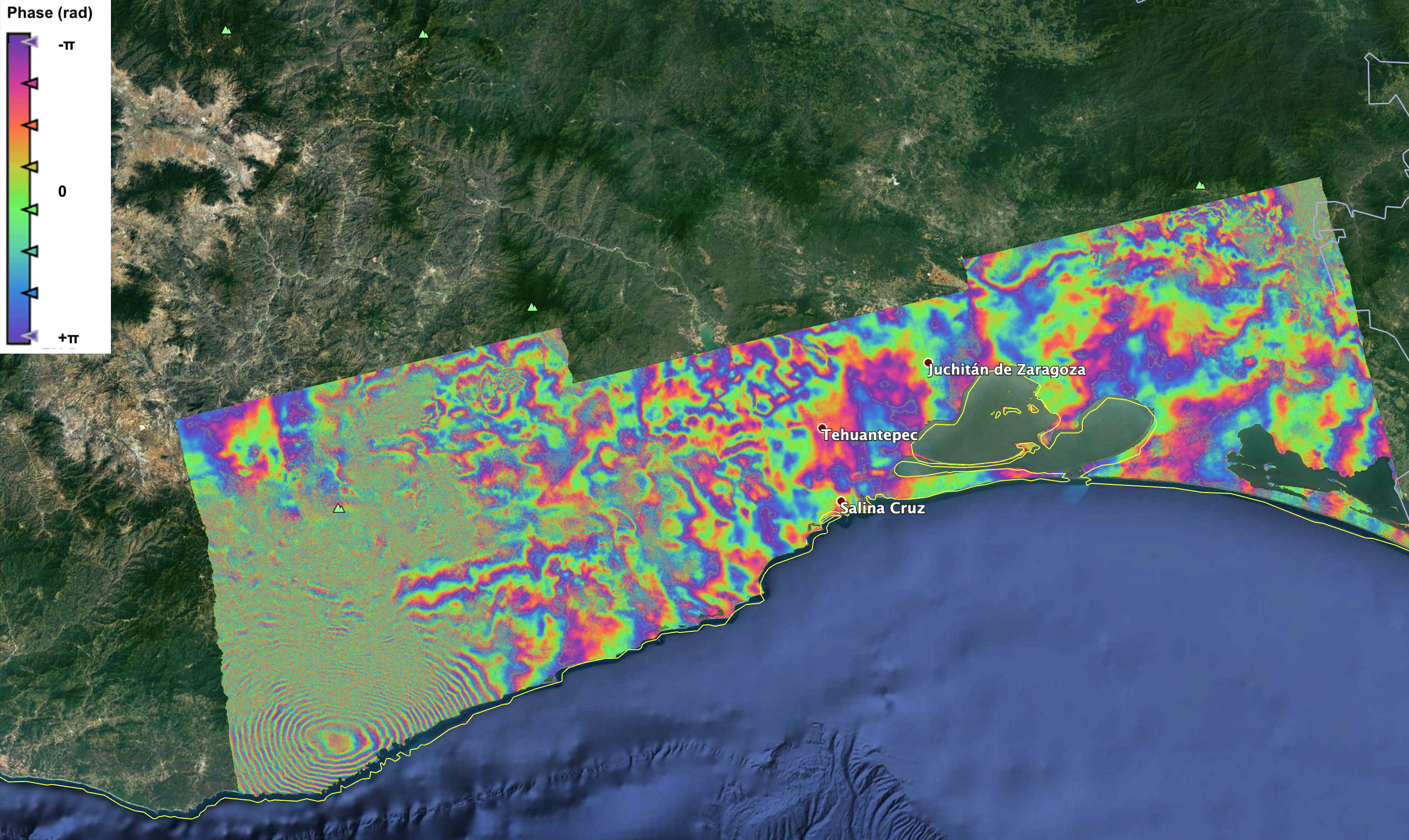
Déplacement de surface
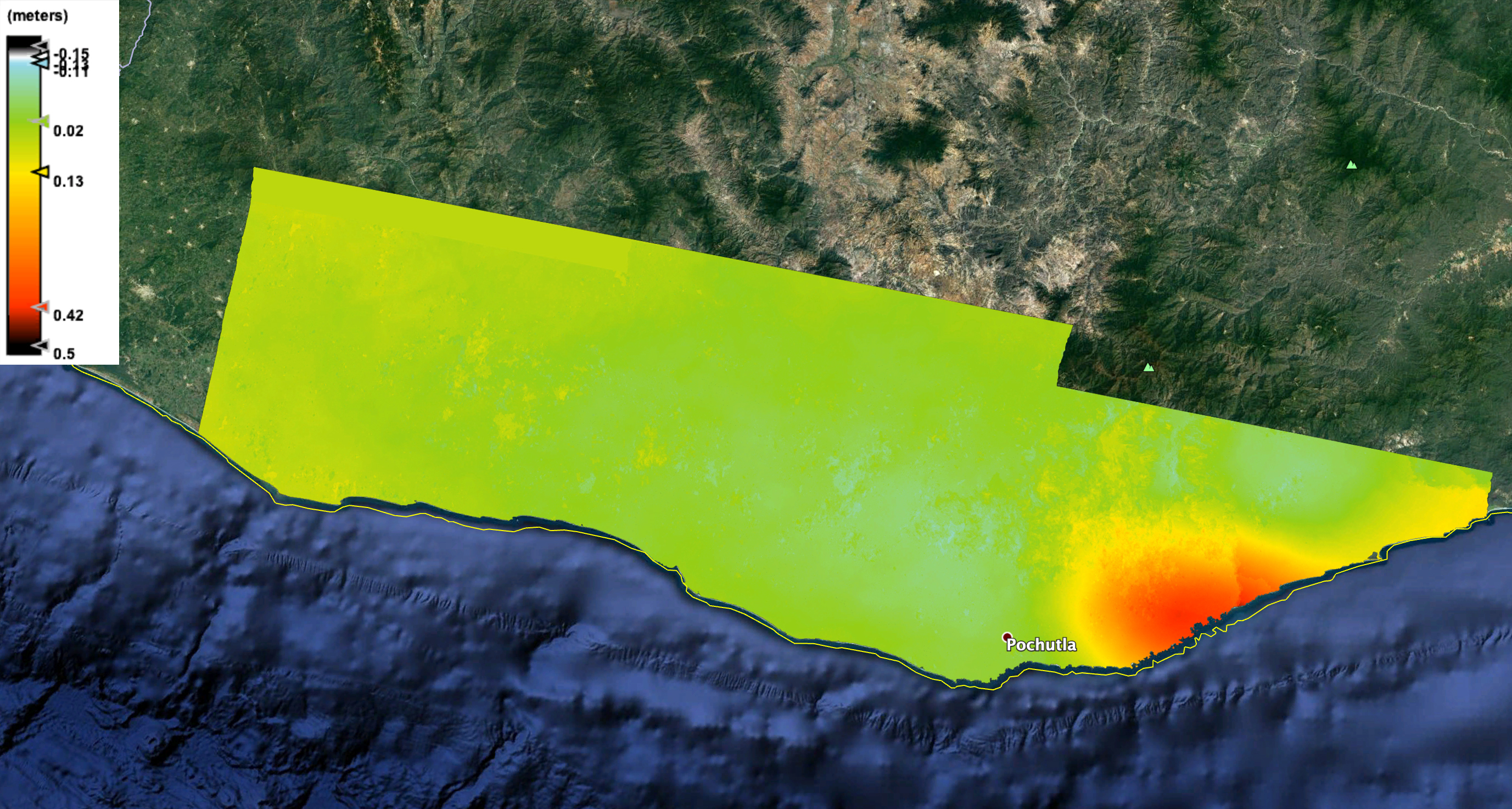
Déformation de surface
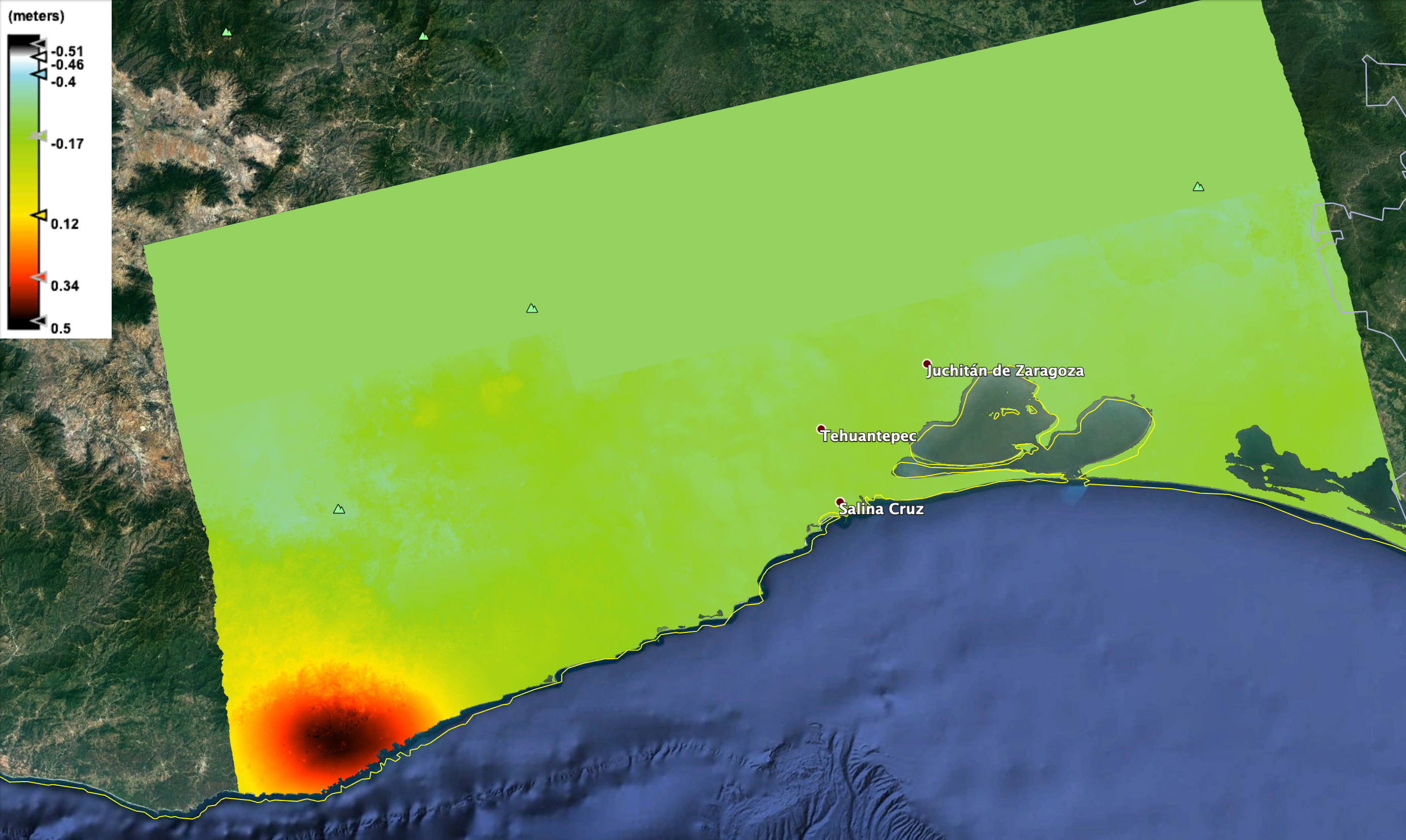
Déformation de surface

## Victimes
Au 24 juin 2020, 10 décès avaient été signalés dans l'état d'Oaxaca, dont l'un était un travailleur de la plus grande raffinerie de pétrole du Mexique. 25 personnes ont été blessées, dont deux à Mexico.

## Découverte archéologique
Le tremblement de terre révèle deux peintures rupestres préhispaniques en séparant une roche d'une colline à Santa María Mixtequilla, l'un des plus anciens villages dans l'Isthme de Tehuantepec, fondé par les indigènes Zapotèques et Mixtèques. Le séisme n'a pas provoqué de blessé et que des dégâts matériels mineurs dans ce village. Les deux peintures représentent deux figures rouges de 40 et 60 cm. Des datations sont entreprises dès leurs découvertes pour déterminer quelle culture les a peinte à quelle époque.